# Horná Strehová
Horná Strehová este o comună slovacă, aflată în districtul Veľký Krtíš din regiunea Banská Bystrica. Localitatea se află la altitudinea de 205 m deasupra n.m., se întinde pe o suprafață de 7,81 km2 și în 2017 număra 165 de locuitori.

## Istoric
Localitatea Horná Strehová este atestată documentar din 1493.

## Demografie
| An:                | 1994 | 2004   | 2014    | 2024    |
| ------------------ | ---- | ------ | ------- | ------- |
| Număr de persoane: | 181  | 195    | 172     | 144     |
| Diferență:         |      | +7,73% | −11,79% | −16,27% |

| An:                | 2023 | 2024 |
| ------------------ | ---- | ---- |
| Număr de persoane: | 144  | 144  |
| Diferență:         |      | +0%  |